# Platypalpus obscuratoides
Platypalpus obscuratoides är en tvåvingeart som först beskrevs av Engel 1939.  Platypalpus obscuratoides ingår i släktet Platypalpus och familjen puckeldansflugor. Inga underarter finns listade i Catalogue of Life.